# Gmina Scott (hrabstwo Buena Vista)

Położenie Gminy Scott w hrabstwie Buena Vista

Gmina Scott (ang. Scott Township) – gmina w USA, w stanie Iowa, w hrabstwie Buena Vista. Według danych z 2000 roku gmina miała 245 mieszkańców.